# Metcalfiella obtusa
Metcalfiella obtusa är en insektsart som beskrevs av Carl Stål. Metcalfiella obtusa ingår i släktet Metcalfiella och familjen hornstritar. Inga underarter finns listade i Catalogue of Life.